# Xã Rochester, Quận Fulton, Indiana
Xã Rochester (tiếng Anh: Rochester Township) là một xã thuộc quận Fulton, tiểu bang Indiana, Hoa Kỳ. Năm 2010, dân số của xã này là 10.181 người.